# 28DAYS
『28DAYS』（トゥエンティエイトデイズ、原題: 28 Days）は、2000年のアメリカ映画。日本では劇場未公開で、後にビデオスルーされた。

## あらすじ
ニューヨークでコラムニストをしているグエン・カミングスはお酒が大好きで陽気な女性。恋人のジャスパーと馬鹿をやっては仲間達と酔って騒いで過ごしていた。しかし彼女には母親がアル中で亡くなり親戚に預けられて育ったつらい過去があり、彼女自身もアルコールと鎮痛剤の依存症。彼女は周りの迷惑など顧みず、ただその時が楽しければ良かったのだ。ところが、グエンの唯一の家族である姉リリーの結婚式に泥酔して参加し、式を台無しにした挙げ句、新婚旅行用のリムジンを奪って民家に突っ込んでしまう。更生施設で28日間のリハビリを行うこととなったグエンは、ジャスパーからこっそり受け取った鎮痛剤を捨てて禁酒を誓うが、すぐに禁断症状に苦しむこととなる。錯乱した彼女は一度裏庭に捨てた鎮痛剤を取ろうとして二階の窓から落ちてしまう…。

## キャスト
※括弧内は日本語吹替
- グエン・カミングス - サンドラ・ブロック（佐々木優子）
- エディ・ブーン - ヴィゴ・モーテンセン（山路和弘）
- ジャスパー - ドミニク・ウェスト（成田剣）
- リリー・カミングス - エリザベス・パーキンス（寺内よりえ）
- アンドレア・ディレイニー - アズラ・スカイ（吉田美保）
- コーネル・ショウ - スティーヴ・ブシェミ（牛山茂）

## スタッフ
- 監督：ベティ・トーマス
- 製作：ジェンノ・トッピング
- 脚本：スザンナ・グラント
- 撮影：デクラン・クイン
- 音楽：リチャード・ギブス

## 楽曲
- 劇中歌：スリー・ドッグ・ナイト（en:Three Dog Night）「ジョイ・トゥ・ザ・ワールド（喜びの世界）」